# Matances de Paracuellos

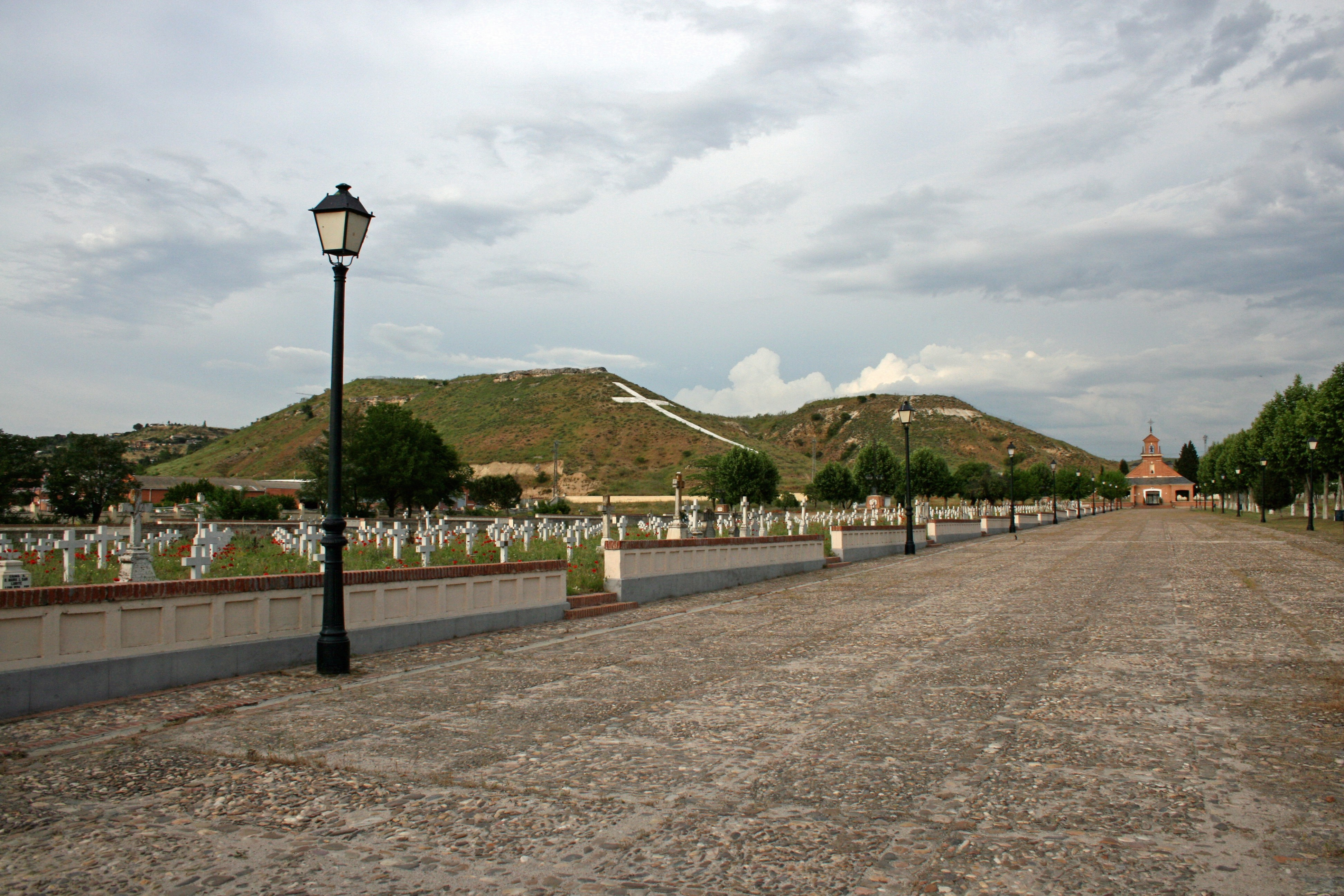
Vista del cementiri de Paracuellos. proper al riu Jarama, un dels llocs on van ocórrer aquests episodis de repressió de la Guerra Civil espanyola, erigit en record i memòria dels assassinats. Al fons de la imatge, una creu blanca de grans dimensions, al vessant del "cerro de San Miguel", és visible des de la proximitat de l'aeroport de Barajas.

Es coneixen com a matances de Paracuellos els episodis organitzats d'assassinat massiu de diversos milers de presoners, considerats oposats al bàndol republicà, ocorreguts durant la batalla de Madrid de la Guerra Civil espanyola, als paratges del rierol de San Jóse, al municipi de Paracuellos de Jarama, i de Soto de Aldovea, al terme de Torrejón de Ardoz, pròxims a la Madrid. Les matances van tenir lloc entre el 7 de novembre i el 4 de desembre de 1936, mentre s'enfrontaven les tropes governamentals i franquistes pel control de Madrid, aprofitant els trasllats de presos de diverses presons madrilenyes, una operació que es coneixia popularment com a saques. Diversos d'aquests trasllats van ser desviats cap a llocs com el rierol San José, a la vora del riu Jarama, i a un rec o canal d'irrigació fora d'ús, a la vora del riu Henares, on diversos milers de presoners van ser assassinats.
Bona part de les víctimes foren militars que o bé havien participat en el cop d'Estat contra la República o bé no s'havien incorporat a la defensa de la República. En aquest sentit, algunes fonts xifren en uns 1.100 els caps i oficials de l'Exèrcit que es trobaven reclosos a la Presó Model madrilenya el 9 d'agost de 1936. A més dels militars, durant aquestes matances també van ser assassinats falangistes, religiosos, militants de la dreta, burgesos i altres persones que en la seva immensa majoria havien estat detingudes per ser considerades partidàries de la revolta i custodiades sense empara legal ni acusació formal.
Habitualment, s'elaboraven les llistes dels presoners que formarien part de les saques i se'ls notificava el seu trasllat o la seva posada en llibertat amb documents que duien la capçalera de la Direcció general de Seguretat i que, a vegades, eren signades per Segundo Serrano Poncela, el delegat d'Ordre Públic de la Conselleria d'Ordre Públic de la Junta de Defensa de Madrid, encapçalada per Santiago Carrillo. Un cop els presos eren en els vehicles de transport, se'ls dirigia cap als punts assignats i eren afusellats de manera sumària per milícies pertanyents a les organitzacions obreres.
Abans del 7 de novembre ja hi havia hagut algunes saques, especialment durant l'octubre, fruit del traspàs del control de les presons, que va passar de les dels funcionaris de presons a les de les milícies arran de l'assalt a la Presó Model que va tenir lloc el 22 d'agost de 1936, si bé el nombre d'assassinats fou moltíssim menor i va mancar el caràcter sistemàtic i organitzat que van tenir les de novembre i desembre. No totes les saques de presos que van tenir lloc a les dates citades (en total 33 extraccions) van acabar en assassinats. Sí que ho van fer les dels dies 7, 8, 9, 18, 24, 25, 26, 27, 28, 29 i 30 de novembre i 1 i 3 de desembre (23). Entre el 10 i el 17 de novembre no hi va haver extraccions (ni perquè els presos fossin assassinats ni per a efectivament traslladar-los a altres llocs), i des del 4 de desembre, van cessar. Les dates es coneixen gràcies a la documentació de la Direcció general de Seguretat i els testimoniatges recollits per la Causa General.
La magnitud dels assassinats va ser molt gran, ascendint a diversos milers d'assassinats, entre 2.000 i 5.000 (si bé existeixen grans discrepàncies sobre el nombre exacte) i són considerades les de major dimensió que van tenir lloc en la rereguarda de la zona republicana. El nombre de víctimes segueix sent objecte de controvèrsia. També són objecte d'aferrissades discussions aspectes com ara qui va donar l'ordre d'executar els evacuats de les presons, per què unes saques van acabar en assassinats massius mentre que en unes altres els presoners arribaven sans i estalvis a la seva destinació (incloent personatges de renom, com el líder falangista Raimundo Fernández Cuesta) i en definitiva, les responsabilitats, directes i indirectes, dels afusellaments.

## Les fonts
Les matances de Paracuellos segueixen sent objecte d'agra polèmica, amb gran èmfasi en la responsabilitat de Santiago Carrillo. El llibre de referència sobre les matances de Paracuellos ha estat durant molt temps Paracuellos: cómo fue, de l'hispanista irlandès Ian Gibson, publicat en 1983 i reimprès en 2005 sense cap modificació, excepte un nou pròleg. El seu llibre va ser el primer que va abordar de forma sistemàtica i sense tesis preconcebudes aquest assumpte (així, per exemple, en 1994, Ricardo de la Cierva va qualificar el llibre de Gibson com «excel·lent» i al mateix Gibson com un "historiador d'esquerres [Gibson es defineix com "socialista" en el pròleg del seu llibre] guanyat per la Història per sobre de les seves inclinacions polítiques">. Aquest mateix any, el periodista i historiador gallec Carlos Fernández va publicar Paracuellos del Jarama: Carrillo culpable?, amb molta menys repercussió (si bé La Cierva indica que el seu mèrit principal consisteix en "l'anàlisi, generalment encertat, de les fonts que es refereixen a les execucions de novembre i desembre a Madrid").
En 1994, amb motiu de la presentació per part de Santiago Carrillo de les seves Memòries (en les quals, entre d'altres, narra la seva actuació com a conseller d'Ordre Públic en la Junta de Defensa de Madrid i la seva relació amb els episodis de Paracuellos), Ricardo de la Cierva va publicar Carrillo miente, en el qual afirma demostrar que les memòries del polític comunista contenien abundants inexactituds i falsedats (el subtítol del llibre és 153 documents contra 106 falsedats). Dels seus deu capítols, el quart, El responsable de Paracuellos, està dedicat íntegrament a la implicació de Carrillo en les matances.
En 2005 (abans de la reimpressió del llibre de Gibson), César Vidal va publicar Paracuellos-Katyn. Un ensayo sobre el genocidio de la izquierda. El llibre tracta de demostrar que les matances de Paracuellos no eren sinó, en paraules del mateix escriptor "un episodi més en els afanys exterminacionistes de l'esquerra". De les seves tres parts, una d'elles està dedicada gairebé exclusivament a l'estudi de les matances de Paracuellos (set dels nou capítols d'aquesta secció).
En 1998, Javier Cervera havia publicat una anàlisi de la repressió i la resistència clandestina a Madrid durant la Guerra Civil, Madrid en guerra. La ciudad clandestina, 1936-1939, publicada en 1998, amb segona edició en 2006, sobre una tesi doctoral anterior de l'autor (Violencia política i acción clandestina: la retaguardia de Madrid en guerra, 1996). En aquest llibre, es dedica un capítol (Les saques de presos) dintre de la secció Madrid: revuelta derrotada, Estado destruído a l'anàlisi de les matances de Paracuellos. La reimpressió de 2006 proporciona noves dades i troballes.
Segons el periodista i historiador Jorge Martínez Reverte, els majors avanços en la dilucidació del que realment va esdevenir a Paracuellos es deuen a Ian Gibson, Javier Cervera i Ángel Viñas. D'acord amb la seva opinió, les investigacions franquistes (recollides en la cèlebre Causa General, amb confessions extretes sota tortura i amb errors de documentació que qualifica d'evidents), no van ser gens útils. La primera reconstrucció dels fets es deuria a Paracuellos: cómo fue, d'Ian Gibson, publicada en 1983. El primer estudi consistent sobre el nombre i identitat de les víctimes es deuria a Javier Cervera, a la fi dels noranta. Ja en els primers anys del segle xxi, Ángel Viñas hauria avançat molt a esclarir els fets gràcies als arxius soviètics. Pel que fa a César Vidal i Pío Moa, qualifica les seves obres de pamflets que "no han fet més que enfosquir la investigació". Com ja s'ha citat anteriorment, en 1994, La Cierva va qualificar el llibre de Gibson com «excel·lent». Per la seva banda, l'hispanista nord-americà Stanley G. Payne afirma que l'estudi més recent i millor sobre les matances de Paracuellos és l'obra de Vidal Paracuellos-Katyn.

### Ian Gibson
Totes les obres citades són fonts secundàries, basades en l'anàlisi de gran quantitat de fonts historiogràfiques. Pel que fa a Gibson, afirma haver utilitzat, entre d'altres, les següents fonts: 
- Els fons de la Causa General, transferits en 1980 a l'Arxiu Històric Nacional i oberts a la investigació en 1981; fins llavors, només s'havien conegut alguns dels resultats de les investigacions, publicades en 1944 com a Causa General. La dominación roja en España. Avance de la información instruida por el Ministerio Público[10][11] (el mateix La Cierva va escriure que Gibson demostrava un excel·lent coneixement de la documentació de la Causa General i l'havia aprofitat a fons.[5]
- Els teletipus intercanviats entre membres del Govern de la República i d'aquests amb la Junta de Defensa de Madrid durant els dies 10 i 11 de novembre, conservats al Servei Històric Militar i la referència del qual li va ser proporcionada per Ramón Salas Larrazábal.[12]
- El llibre de Felix Schlayer, diplomàtic alemany que va ocupar el lloc de cònsol noruec a Madrid durant els primers mesos de la Guerra, Diplomat im roten Madrid, publicat en Berlín en 1938 i pràcticament desconegut fins que Gibson el va treure a la llum. El llibre narra les impressions de Schlayer sobre la repressió que va assolar la rereguarda republicana a Madrid durant la seva estada en la capital. El llibre de Schlayer, a pesar de les simpaties del diplomàtic pel bàndol franquista (Schlayer va col·laborar amb la cinquena columna per a passar informació a les tropes que assetjaven la capital) és gairebé unànimement considerada un document de primordial importància per a conèixer molts dels detalls de les matances (Gibson al·ludeix al llibre dient que "revesteix una importància extraordinària per a nosaltres"[13] Ángel Viñas matisa la fiabilitat de les memòries de Schlayer a causa de la seva data i lloc de publicació: "És improbable que no passessin per la ben greixada màquina de propaganda goebbelsiana, ja deslligada frenèticament en una croada antiboltxevic".[14]
- El llibre de Mikhail Koltsov, periodista agent soviètic a les ordres directes de Stalin, Diari de la guerra espanyola, publicat a Moscou en 1938, en el qual descriu, valent-se d'un sosias, Miguel Martínez, les seves aventures durant els primers mesos de la guerra i les seves converses amb els mitjans comunistes espanyols. Koltsov va tenir, segons Gibson, una importància crucial en la destinació dels presos de les presons madrilenyes.
- Los vascos en el Madrid asediado, llibre del nacionalista basc Jesús de Galíndez, en el qual narra les seves experiències com a membre del Comitè-Delegació del Partit Nacionalista Basc a Madrid entre l'inici de la guerra i la seva marxa de la ciutat al maig de 1937 i com responsable de la secció de Presos i Desapareguts d'aquesta delegació des d'octubre de 1936 fins a la seva marxa de Madrid. Va ser publicat per l'editorial Ekin a Buenos Aires en 1945 i reeditat per Txalaparta en 2005.
- Els llibres de diversos presos en la Presó Modelo al novembre de 1936. Gibson en cita dos, donant-los una valoració molt diferent: de Emocionario íntimo de un cautivo. Los cuatro meses de la Modelo (1939), d'Antonio Cobaneña, el Duende Azul, Gibson afirma que és "una font indispensable"; de Madrid bajo «el Terror», 1936-1937 (1937) i La agonía de Madrid, 1936-1937 (1938), d'Adelardo Fernández Arias, el Duende de la Colegiata, un escriptor d'extrema dreta, diu en canvi que "no és de fiar", fonamentalment perquè va estar refugiat a l'ambaixada de l'Argentina durant els fets i no va ser testimoni directe del succeït.
- Entrevistes amb diverses persones involucrades o relacionades amb els fets, com Santiago Carrillo, l'entrevista dels quals és transcrita en el llibre de Gibson, ocupant un capítol sencer; Máximo de Dios, suplent del secretari de la Junta de Defensa de Madrid, socialista; o Ricardo Aresté Yebes, testimoni presencial i fill de l'alcalde de Paracuellos en la data de les matances.
- Els butlletins oficials de la Junta de Defensa de Madrid.

## Els fets
Entre el 7 de novembre i el 4 de desembre de 1936 es van dur a terme 33 extraccions de presos de presons madrilenyes. Les extraccions es portaven a terme mitjançant notificacions amb la capçalera oficial de la Direcció general de Seguretat i signatura del seu director i, a vegades, signatura de Segundo Serrano Poncela, delegat d'Ordre Públic i situat immediatament a les ordres de Santiago Carrillo, conseller d'Ordre Públic de la Junta de Defensa de Madrid, que s'havia constituït en la matinada del 7 de novembre. Les extraccions portaven llistes nominatives i incloïen com raó de l'extracció la posada en llibertat dels llistats o el seu trasllat a presons allunyades de la línia del front com les d'Alcalá de Henares o Chinchilla. D'acord amb les conclusions de l'historiador Javier Cervera, les saques que van tenir com raó el "trasllat" de presos van arribar efectivament a la seva destinació sanes i estàlvies, sempre a Alcalá de Henares.

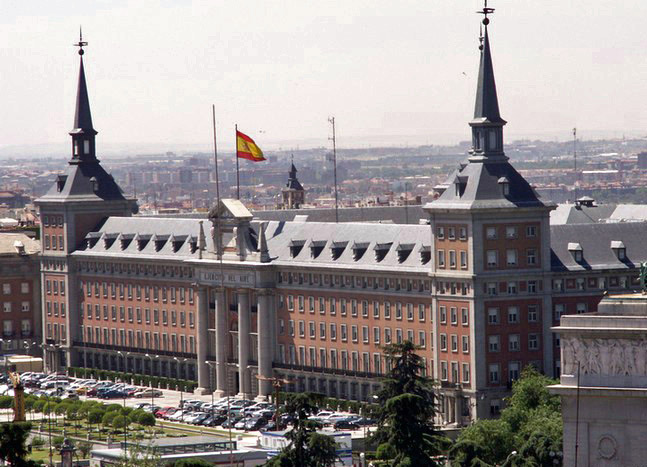
Caserna General de l'Exèrcit de l'Aire, edificada, durant la postguerra, a l'illa on s'aixecava la Presó Model, d'on van partir les saques dels dies 7, 8 i 9 de novembre que van acabar en Paracuellos del Jarama, on els seus integrants van ser assassinats.

Les autoritats de les presons procedien a cridar als presos que apareixien en les llistes. Una vegada congregats, els presos, en la seva major part, eren lligats per les mans. A continuació se'ls pujava als vehicles encarregats del seu trasllat. Si l'expedició era nombrosa, s'utilitzaven autobusos de dos pisos de color verd del servei públic de transports de la ciutat. Autobusos d'aquest tipus van ser usats en les saques de la Model del 7, 8 i 9 de novembre, així com en l'evacuació de la presó el dia 16. Quan el volum de trets era menor, s'utilitzaven camions. Les expedicions eren escortades per milicians, pertanyents en la seva major part a les Milícies de Vigilància de la Rereguarda (una força policial creada al setembre de 1936 per a integrar les milícies que ja efectuaven labors policials de forma autònoma i incontrolada en la Direcció general de Seguretat), a bord de cotxes balilla. Aquests milicians integraven els escamots d'afusellament

### La matinada del 6 al 7 de novembre
Aquesta mateixa nit tenien lloc altres esdeveniments rellevants en diversos llocs de Madrid. El periodista soviètic Mikhail Koltsov, formalment corresponsal de Pravda, descrit per Hugh Thomas i Ian Gibson com "l'agent personal de Stalin a Espanya" i com una persona que "sovint tenia línia directa amb el Kremlin", va arribar A Espanya el 8 d'agost de 1936 (abans de l'establiment de relacions diplomàtiques entre Espanya i la Unió Soviètica). En poc temps havia guanyat una enorme influència no només davant els quadres del PCE sinó també en el govern i l'exèrcit. De fet, assistia a les sessions del Comisariado de Guerra, creat a mitjan octubre, presidides per Álvarez del Vayo. Koltsov havia estat alertant tant al Comissariat com al Govern de Largo Caballero del perill que representaven els milers de "feixistes" presos a les presons madrilenyes.
Segons que afirma Koltsov en el seu llibre Diario de la guerra española, el problema de l'evacuació dels presos havia estat tractat l'1 de novembre pel govern, sent-li encomanada la missió al ministre de Governació Ángel Galarza. No obstant això, quan el govern va fugir de Madrid en la tarda del 6 de novembre, no s'havia fet res d'això. En paraules de Koltsov, Dels vuit mil feixistes detinguts no n'ha estat evacuat un de sol. Aquesta tarda, després de recórrer les dependències oficials, trobant-se-les buides, Koltsov va acudir, ja de nit, a la seu del Comitè Central del PCE, on observa que és l'únic partit que segueix actiu a Madrid, tractant d'organitzar la defensa de la ciutat davant l'imminent assalt. Segons que conta al seu diari: 
| « | [Koltsov] va preguntar què hi havia de l'evacuació dels feixistes detinguts. Va respondre [Pedro] Checa que no s'havia fet res i que ja era tard. Per a vuit mil persones fa falta moltíssim transport, escorta, una veritable organització [...]. | » |

D'una banda es constituïa extraoficialment el denominat Consell de la Direcció general de Seguretat.

### Evacuacions i primeres saques
Durant la reunió de constitució de la Junta, en la matinada del 6 al 7 de novembre, es va decidir evacuar als presos internats en la Presó Model, entre els quals es trobaven nombrosos militars, a presons allunyades de Madrid. El motiu era la preocupació perquè els presos poguessin augmentar el potencial ofensiu dels revoltats —en aquell temps a les portes de Madrid— davant l'eventualitat de la caiguda de la capital. En aquest moment, els combats es portaven a terme en la mateixa ciutat, havent arribat els rebels fins a la Ciutat Universitària, molt propera a la presó Model (aquest episodi bèl·lic es coneix com a batalla de Madrid). Mentre la reunió de constitució de la Junta té lloc, s'està preparant una saca a la presó de Porlier.
De matinada encara, va partir d'aquesta presó un comboi d'autobusos de línia regular pertanyents a la Societat Madrilenya de Tramvies, amb l'aparent propòsit de traslladar als presos a València. No obstant això, una vegada arribat a Torrejón de Ardoz (la carretera de València estava sota el foc dels assaltants), en lloc de seguir cap a Loeches i Campo Real per a enllaçar amb la carretera de València, es va desviar cap a la vega del Jarama (al municipi de Paracuellos de Jarama), i allí els presos van ser afusellats. Els successos es van repetir l'endemà passat, aquesta vegada a la vega de l'Henares (al municipi de Torrejón de Ardoz). Membres del cos diplomàtic, com el cònsol de Noruega, l'alemany Felix Schlayer, ja el dia 7 a la tarda havien advertit al Conseller d'Ordre Públic, Santiago Carrillo, dels fets. Carrillo no obstant això, encara que va reconèixer a les seves memòries la conversa amb el cònsol noruec (al que confon amb l'ambaixador de Finlàndia), ha sostingut en tot moment no estar al corrent de les matances.
| « | Vaig tenir les primeres notícies del succés per l'ambaixador de Finlàndia, que va venir a la meva conselleria a protestar. Era un nazi i uns anys després va publicar un llibre a Berlín, on reconeix que quan em va visitar jo no sabia res de l'assumpte. Però en aquest moment ell tampoc va poder donar-me una informació precisa. La veritat és que jo he començat a sentir parlar de Paracuellos bastants anys després. | » |
| — | |   |

### Següentssaques
A pesar de les declaracions en contra de les autoritats republicanes, els afusellaments es van reprendre de nou. Ni les protestes del cos diplomàtic ni la possible deterioració de la imatge internacional del Front Popular van assolir aturar els assassinats.

### Primera intervenció de Melchor Rodríguez
Finalment, les matances es van detenir el 10 de novembre, quan l'anarquista Melchor Rodríguez, "El Ángel Rojo", es va posar al capdavant de la Direcció de Presons, el qual, amb la seva enèrgica actuació individual va assolir detenir les matances massives de presos. La seva assumpció del càrrec va mancar de nomenament oficial fins al dia 14, data que va dimitir. La seva dimissió va permetre la represa de les extraccions i assassinats de presos fins que el seu nomenament definitiu, causat per les pressions del cos diplomàtic i del president del Tribunal Suprem, Mariano Gómez, va finalitzar definitivament amb les saques i assassinats massius.

## Les víctimes
Entre el 7 de novembre i el 4 de desembre va haver-hi, doncs, 33 saques de presos de les presons de Madrid. D'aquestes, 23 van concloure amb l'assassinat dels seus integrants. Les expedicions van partir de la Presó Model (7, 8 i 9 de novembre; la presó va ser evacuada el dia 16 i els presos que encara quedaven en ella repartits entre altres presons madrilenyes), la de Porlier (7, 8, 9, 18, 24, 25 i 26 de novembre, 1 i 3 de desembre; d'aquesta presó, només una saca, la del 30 de novembre, no va acabar en tragèdia), la de San Antón (7, 22, 28, 29 i 30 de novembre) i la de Ventas (27, 29 i 30 de novembre i 1 i 3 de desembre). No hi va haver cap saca en les presons de dones, raó per la qual no existeix cap presa assassinada a Paracuellos. La major part de les víctimes van provenir de la Presó Model.
Quant a la tipologia de les víctimes, aquestes pertanyien en la seva major part a la classe mitjana conservadora i catòlica, entre els quals hi comptaven advocats, jutges, periodistes, escriptors, catedràtics i mèdics. Hi havia també un elevat nombre de militars, falangistes i religiosos, entre les quals hi ha documentats diversos casos de pares i fills i de germans morts junts. Entre les víctimes hi havia també menors de 21 anys. La majoria havien estat detinguts a Madrid (o traslladats a les presons madrilenyes des d'altres localitats) des de l'inici de la guerra.
En el cas dels presos civils, en la seva immensa majoria sense haver participat en la revolta militar i sense haver rebut acusació concreta ni cap judici. Entre les víctimes s'hi trobaven Federico Salmón, ministre de Treball per la CEDA en 1935, Jesús Cánovas del Castillo, polític agrarista, i fins i tot un futbolista, Monchín Triana, que havia jugat a l'Atlètic de Madrid i al Reial Madrid. En una de les saques, la del dia 27 de novembre, procedent de la presó de San Antón, va trobar la mort el dramaturg espanyol Pedro Muñoz Seca. Muñoz Seca, que va conèixer dies abans la fi que li esperava i va tenir temps d'escriure a la seva dona, va deixar dit a un altre pres: "Se m'acusa de monàrquic, per haver dut a Roma per a Don Alfons XIII el mantell de la Verge del Pilar. Amb aquest mantell vaig a morir jo també". També va morir Mateo García de los Reyes, almirall retirat, primer comandant de l'arma submarina i Ministre de Marina durant la dictadura de Primo de Rivera. Una altra víctima rellevant va ser Ricardo de la Cierva Codorníu, un jove advocat la rellevància del qual consistia en el fet que treballava per a l'ambaixada noruega, al capdavant de la qual s'havia col·locat Félix Schlayer, que va ser qui va descobrir les fosses en Paracuellos precisament seguint la pista del seu advocat. La Cierva, mort el 7 de novembre en una de les saques procedents de la presó Model, era fill del polític conservador Juan de la Cierva Peñafiel, diverses vegades ministre de la monarquia, pare de l'historiador Ricardo de la Cierva, i germà de Juan de la Cierva, l'inventor de l'autogir.
Les víctimes van ser dipositades en sis fosses excavades en Paracuellos entre el 7 de novembre i el 4 de desembre de 1936, en alguns casos pels mateixos veïns del poble de Paracuellos, obligats pistola en mà (existeixen també aquí discrepàncies; mentre que Gibson sosté que les fosses no estaven obertes quan van arribar les primeres saques, basant-se en el testimoniatge de Ricardo Aresté Yebes, testimoni presencial, alcalde de Paracuellos el 1983 i fill de l'alcalde de la localitat en 1936, Vidal afirma que estaven ja excavades, ja que és "la pràctica habitual en aquest tipus de casos", descartant les afirmacions d'Aresté com una mera excusa per a assegurar que ningú a Paracuellos, inclòs el seu pare, sabien res del que estava succeint). Una última fossa, la número 7, va ser excavada en 1940, una vegada acabada la guerra, per a acollir els cadàvers dels afusellats a Soto de Aldovea (Torrejón de Ardoz) en les mateixes dates, així com les d'altres assassinats en dates diferents en llocs com Boadilla del Monte. Tots ells van ser traslladats al cementiri de Paracuellos en fèretres individuals i amb tota formalitat.

## Xifres
Ian Gibson va oferir en la dècada de 1980 la xifra de 2.400 assassinats. Per a això es va basar en la comparació de les relacions nominatives registrades en la Causa General (les usades per a extreure els presos de les presons) amb els llistats inclosos en el diari ultradretà El Alcázar (que el 3 de gener de 1977, en els mesos previs a la legalització del Partit Comunista d'Espanya, a la qual s'oposaven frontalment els hereus de la dictadura, va publicar una llista nominativa de 2.500 assassinats, afirmant que a Paracuellos havien estat assassinades entre 10.000 i 12.000 persones; el periòdic titulava en portada «Descansin en pau els dotze mil màrtirs vilment assassinats i enterrats en fosses comunes a Paracuellos del Jarama al novembre de 1936 per mandat exprés del conseller d'Ordre Públic del Govern Roig, el comunista Santiago Carrillo»), i determinar així quines de les saques van acabar en assassinat.
D'acord amb Gibson, la llista d'El Alcázar és una còpia literal de la publicada a Comunicación. Órgano oficial de la Delegación Nacional de Ex Cautivos, Madrid, suplement extraordinari nombre 5, publicada el 7 de novembre de 1941, que al seu torn es basa en les investigacions portades a terme, després de la guerra, per l'Associació de Familiars dels Màrtirs de Paracuellos del Jarama. Gibson també indica que va utilitzar el llibre del pare Vicuña Mártires agustinos del Escorial, San Lorenzo del Escorial, 1943 (sobre els monjos agustins del Monestir de San Lorenzo del Escorial, assassinats a Paracuellos; el pare agustí Carlos Vicuña Murguiondo va ser l'únic dels agustins de l'Escorial que no va trobar la mort en la tardor de 1936, sent alliberat gràcies a les gestions del Partit Nacionalista Basc, per a realitzar aquest acarat. En el cas de la Presó Model, Gibson verifica la xifra d'assassinats procedents d'aquesta presó també amb el llibre de Schlayer i amb els registres oficiosos de la Creu Roja Internacional enviats per Georges Henny, delegat del Comitè Internacional de la Creu Roja a Madrid. D'aquest acarat, deduïx unes xifres aproximades de 2.000 assassinats.
Tenint en compte les afirmacions de Ricardo de la Cierva que indica que existeixen 2.750 víctimes identificades (citat en El cementerio de Paracuellos del Jarama, Madrid, 1972), dades obtingudes dels arxius de l'Associació de Familiars dels Màrtirs de Paracuellos (citat a La matanza de Paracuellos, inclòs en España 1936-1976. La historia se confiesa, Barcelona, 1978), tot això reiterat en la seva obra de 1994, Gibson ofereix una estimació final dels citats 2.400 assassinats (curiosament, La Cierva afirma que "Gibson es declara d'acord amb les meves dades, confirmats per un estudi analític d'«El Alcázar»".